# سوبورا: الدم على روما
سوبورا: الدم على روما (بالإنجليزية: Suburra: Blood on Rome) هو مسلسل جريمة دراما إيطالي مبني على أحداث فيلم سوبورا.المسلسل من بطولة أليساندرو بورغي،فيليبو نيجرو وكلوديا جيريني.عرض الموسم الأول منه في 6 أكتوبر 2017 والموسم الثاني عرض في صص فبراير 2019 والموسم الثالث والأخير عرض في 30 أكتوبر 2020.

## روابط خارجية
سوبورا: الدم على روما على موقع IMDb (الإنجليزية)
- سوبورا: الدم على روما على موقع ميتاكريتيك (الإنجليزية)
- سوبورا: الدم على روما على موقع روتن توميتوز (الإنجليزية)
- سوبورا: الدم على روما على موقع نتفليكس (الإنجليزية)
- سوبورا: الدم على روما على موقع فيلمافينيتي (الإسبانية)
- سوبورا: الدم على روما على موقع كينوبويسك (الروسية)
- سوبورا: الدم على روما على موقع ألو سيني (الفرنسية)
- سوبورا: الدم على روما على موقع قاعدة بيانات الفيلم (الإنجليزية)